# Andreas Isoz
Andreas Isoz (* 17. Februar 1984 in Zürich) ist ein ehemaliger Schweizer Freestyle-Skier, der auf die Disziplin Aerials (Springen) spezialisiert war.

## Werdegang
Isoz belegte in der Saison 1999/2000 im Europacup den dritten Platz in der Aerials-Disziplinenwertung und in der Saison 2000/01 den zweiten Platz in der Aerials-Disziplinenwertung. Im März 2000 nahm er in Livigno erstmals am Freestyle-Skiing-Weltcup teil, wobei er den 12. Platz errang. In der Saison 2005/06 erreichte er in Špindlerův Mlýn mit dem sechsten Platz seine erste Top-Zehn-Platzierung im Weltcup und zum Saisonende den 19. Platz im Aerials-Weltcup. Bei den Weltmeisterschaften im folgenden Jahr in Madonna di Campiglio wurde er Fünfter. In der Saison 2007/08 kam er im Weltcup sechsmal unter den ersten Zehn. Dabei errang er mit dem vierten Platz in Davos seine beste Platzierung und zum Saisonende mit dem 24. Platz im Gesamtweltcup sowie mit dem achten Platz im Aerials-Weltcup seine besten Gesamtergebnisse. In der folgenden Saison sprang er mit drei Top-Zehn-Platzierungen auf den 11. Platz im Aerials-Weltcup. Dabei wiederholte er mit dem vierten Platz in Lake Placid seine beste Platzierung. Beim Saisonhöhepunkt, den Weltmeisterschaften 2009 in Inawashiro, belegte er den 12. Platz. Bei seiner einzigen Teilnahme an Olympischen Winterspielen im Februar 2010 in Vancouver sprang er auf den 14. Platz. In der Saison 2010/11 kam er in Lake Placid nochmals auf den vierten Platz und errang zum Saisonende den 15. Platz im Aerials-Weltcup. Bei den Weltmeisterschaften 2011 in Deer Valley kam er auf den 17. Platz. In der Saison 2012/13 belegte er den 16. Platz im Aerials-Weltcup und bei den Weltmeisterschaften 2013 in Voss den 14. Rang. Seinen 74. und damit letzten Weltcup absolvierte er im Januar 2014 in Lake Placid, welchen er auf dem 15. Platz beendete.

## Erfolge

### Olympische Spiele
- 2010 Vancouver: 14. Platz Aerials

### Weltmeisterschaften
- 2007 Madonna di Campiglio: 5. Platz Aerials
- 2009 Inawashiro: 12. Platz Aerials
- 2011 Deer Valley: 17. Platz Aerials
- 2013 Voss: 14. Platz Aerials

### Weltcupwertungen
| Saison  | Gesamt | Gesamt | Aerials | Aerials |
| Saison  | Platz  | Punkte | Platz   | Punkte  |
| ------- | ------ | ------ | ------- | ------- |
| 2003/04 | 137.   | 4      | 34.     | 42      |
| 2004/05 | 106.   | 5      | 34.     | 55      |
| 2005/06 | 61.    | 15     | 19.     | 164     |
| 2006/07 | 87.    | 7      | 29.     | 40      |
| 2007/08 | 24.    | 29     | 8.      | 265     |
| 2008/09 | 30.    | 26     | 11.     | 159     |
| 2009/10 | 52.    | 14     | 22.     | 83      |
| 2010/11 | 48.    | 19     | 15.     | 133     |
| 2011/12 | 84.    | 11     | 22.     | 108     |
| 2012/13 | 59.    | 19     | 16.     | 135     |
| 2013/14 | 112.   | 11     | 24.     | 55      |

### Europacup
- 8 Podestplätze, davon 2 Siege
- Saison 1998/99: 3. Platz Aerials-Disziplinenwertung
- Saison 1999/2000: 2. Platz Aerials-Disziplinenwertung